# Kasper

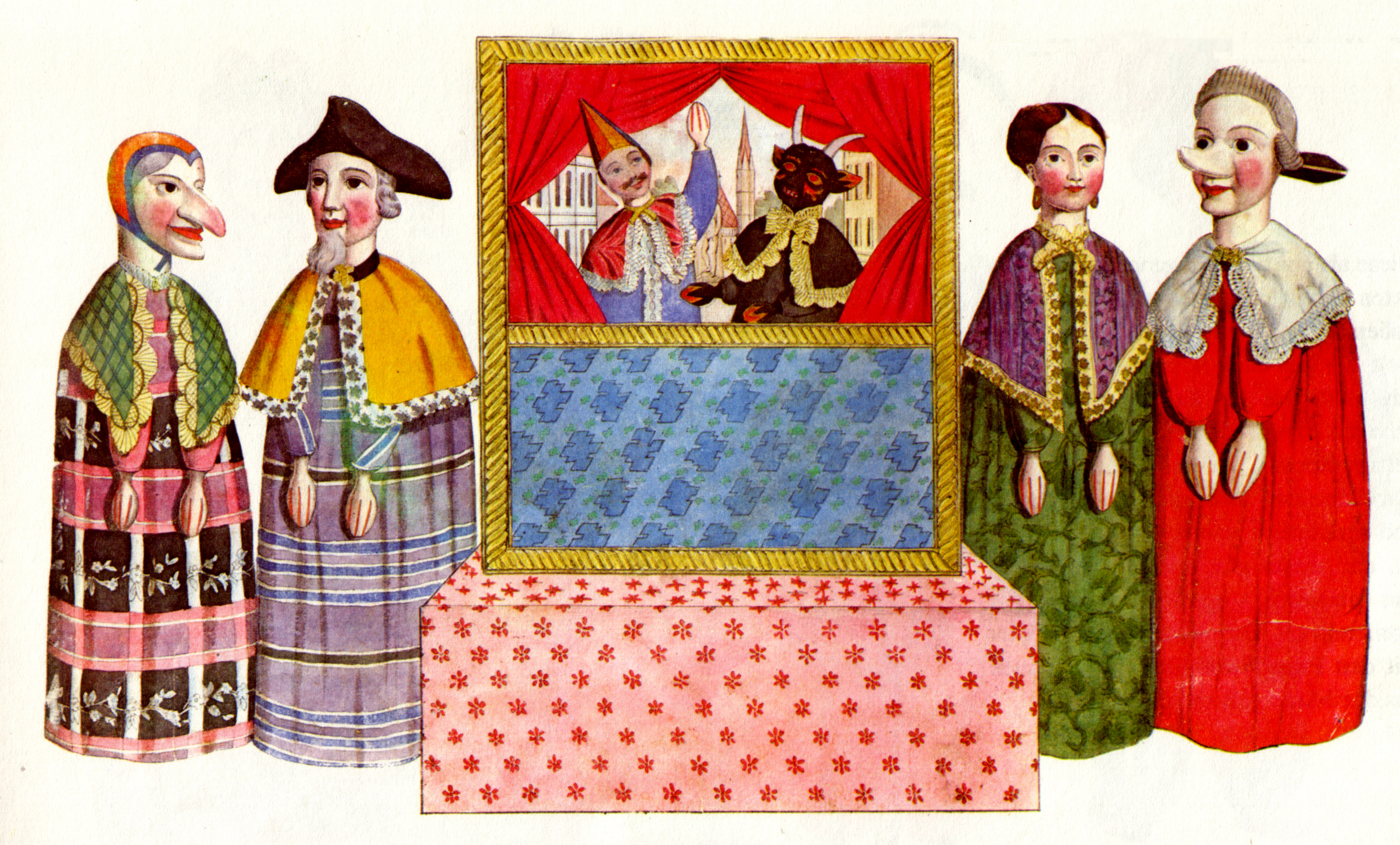
Darstellung eines Kaspertheaters in einem Nürnberger Spielzeug-Musterbuch aus dem 19. Jahrhundert

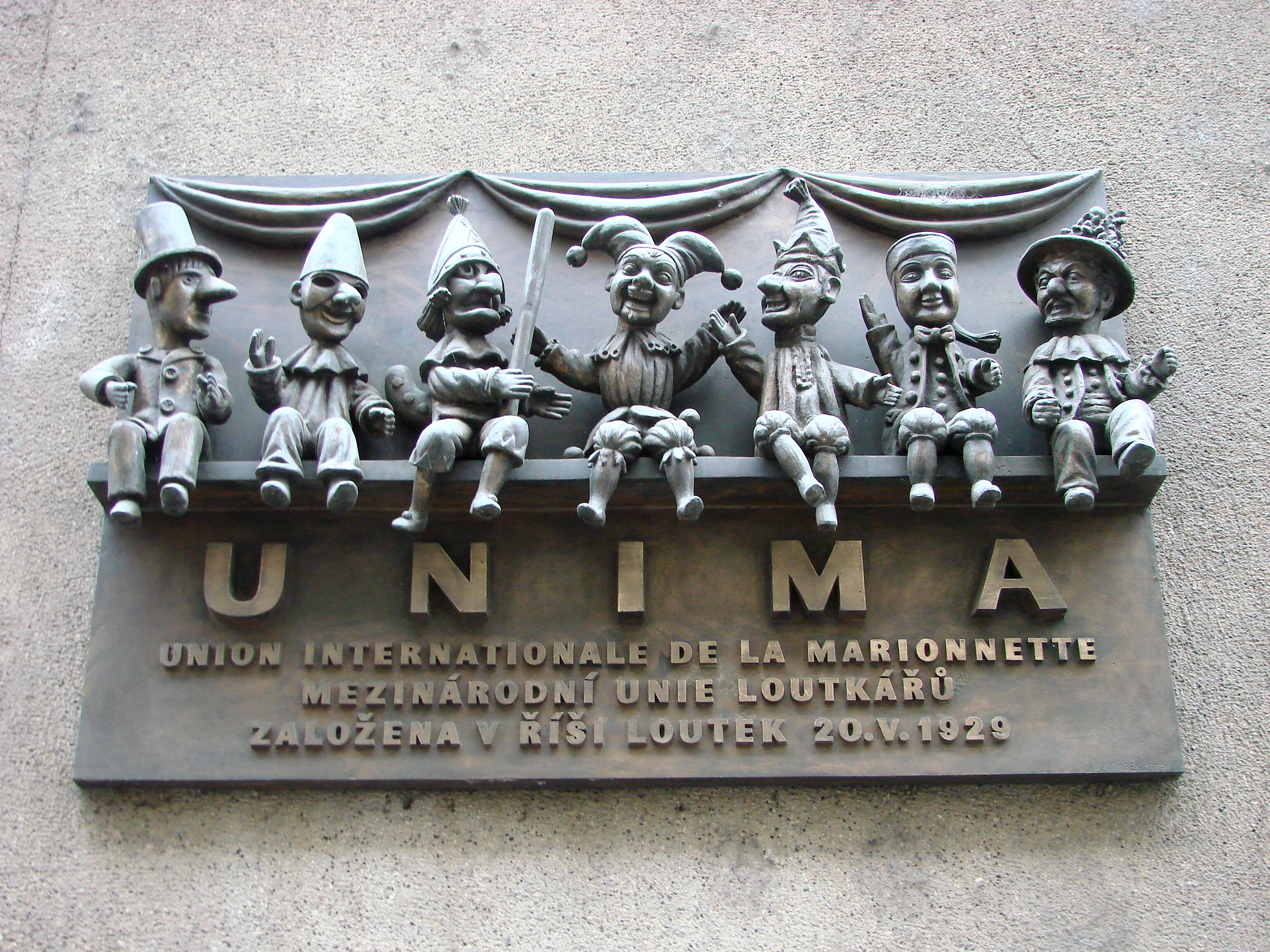
UNIMA-Gedenktafel: (von links) Tchantchès (Belgien), Pulcinella (Italien), Punch (Vereinigtes Königreich), Kašpárek (Tschechien), Kasperl, Guignol (Frankreich), Karagoz (Türkei)

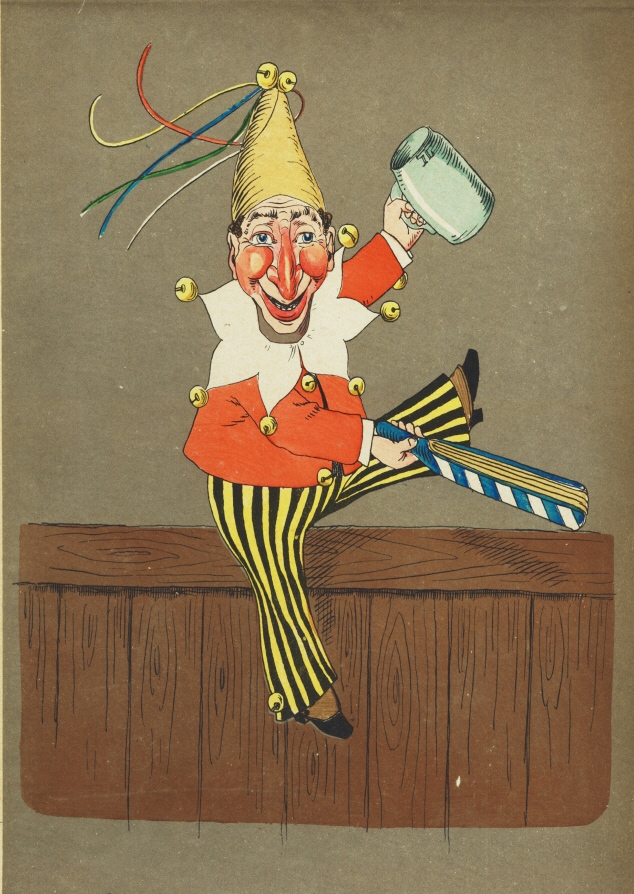
Lothar Meggendorfer: Münchener Kasperl (Buchillustration von 1867)

Kasper (auch Kasperl oder Kasperle, bairisch Káschberl, schwäbisch Kaschberle, alemannisch Chaschperli) ist der komische Held des Kaspertheaters, eines meist mit Handpuppen gespielten Puppentheaters. Es wird angenommen, dass die Rolle des Kaspers unter anderem auf den Hanswurst des Wiener Volkstheaters zurückgeht. Die Puppenfigur Kasper ist im deutschen Sprachraum seit Ende des 18. Jahrhunderts bekannt.
Kasper trägt üblicherweise eine lange (oft rote) Zipfelmütze, ein an den Harlekin erinnerndes Kleid mit großem, buntem Muster und hat eine Klatsche (auch Pritsche genannt) als Züchtigungsinstrument. Aus diesem Schlagstock leitet sich der Begriff Slapstick für die gleichnamige Form der Komödie ab. Kasperls charakteristisches Lachgesicht mit der auffälligen Nase (oft einer Hakennase) erinnert an Fastnachts-Masken und macht ihn auch verkleidet erkennbar.
In vielen Ländern gibt es dem Kasper vergleichbare Figuren, beispielsweise Mr. Punch (Punch and Judy) im Vereinigten Königreich, Guignol in Frankreich, Jan Klaassen in den Niederlanden, Mester Jakel in Dänemark, Pulcinella in Italien, Fasulis in Griechenland, Petruschka (spricht durch eine Pfeife) in Russland und Vasilache in Rumänien.

## Etymologie
Das Wort Kasper ist eine Nebenform von Kaspar (mittellateinisch Casparus), dem legendären Namen eines der Heiligen drei Könige aus dem Morgenland, der in den mittelalterlichen Dreikönigsspielen als Mohr dargestellt wird und (etwa seit dem 15. Jahrhundert) die Gestalt einer lustigen Person annimmt. Ende des 18. Jahrhunderts tritt er in Wien als komische Bühnenfigur an die Stelle des Hanswurst.

## Geschichte des Kaspertheaters
Die Handpuppenspieler führten oft ein kärgliches Leben als Außenseiter der Gesellschaft. Oftmals wurden sie und ihre Kunst verachtet, ungeliebt, verjagt und politisch missbraucht. Stets waren sie von der Obrigkeit abhängig. Dennoch waren sie für ihr Publikum ein wichtiger Bestandteil der Unterhaltung und ihrer Kultur. Stets tritt der Handpuppenspieler hinter den Figuren zurück und überlässt ihnen den Applaus. Ihr Spiel wurde auch wertgeschätzt, wenn auch stets gefürchtet. Kaspertheater war mitunter auch in Herrscherhäusern zum Teil angesehen und wurde auch von einigen Mitgliedern dieser selbst – im höfischen Theaterspiel – gespielt. Das Kaspertheater ist ein dem Märchen vergleichbarer Mikrokosmos mit überschaubaren Verhältnissen, aber deutlich satirischen und clownesken Zügen.
Johannes E. Rabe entwirrte in seinem Buch „Kasper Putschenelle“ zum ersten Mal deutlich und folgerichtig den Gebrauch der Begriffe Handpuppe und Marionette in der Anwendung auf die Figur des Kaspers. In früheren Schriften wurden die Glieder- und die Handpuppen fast immer gemeinschaftlich behandelt und in der Regel auch begrifflich nicht auseinandergehalten. Dies führte zu Verwirrungen, wobei hinzukam, dass auch der Ausdruck „Kasperpuppe“ vieldeutig war, da Kasper nicht nur als Charakter des Handpuppen-, sondern auch des Marionettenspieles auftrat und zudem im größeren Theater mit Theaterschauspielern. Von besonderer Bedeutung ist sein Werk, weil hier zum ersten Mal auch der Versuch gemacht wird, allgemein eine Geschichte des Handpuppenspiels zu schreiben.
Ursprünglich war es ein derbes Jahrmarktsvergnügen für Erwachsene und Jugendliche mit einer komischen Figur im Mittelpunkt, die in der langen Tradition „clownesker“ Figuren im Menschentheater stand. Hierbei entwickelten sich in Europa verschiedene Typen heraus, so Guignol in Frankreich oder Kasper in Deutschland. In England war das „Punch and Judy“-Spiel sehr populär: Mr. Punch soll auf sein Kind aufpassen. Da es schreit, wirft er es zum Fenster hinaus, bekommt Streit mit seiner Frau Judy, verprügelt diese und schlägt der Reihe nach alle Personen und Gewalten tot, die ihm begegnen (Polizist, Krokodil, Teufel und sogar den Tod). Diese Geschichte sprach wohl die vielfach unterdrückten Aggressionen der Zuschauer an und bot ihnen ein Ventil für ihre Verdrossenheit mit der Obrigkeit. Oft wurde das „Punch and Judy“-Spiel wegen Unmoral verboten und die Puppenspieler vertrieben oder bestraft. Schon in der Art der bildlichen Gestaltung und Charakterisierung der Puppentheaterfiguren ist erkennbar, dass sich viele Stücke und Stegreifszenen der Figurentheatercharaktere von Anfang an neben dem aktuellen und politischen Geschehen vor allem erotischen, zweideutigen und sehr grob/ordinären Themen und brutalen Spielsituationen zuwandten und ursprünglich nicht für Kinder konzipiert waren, wenngleich – immer wieder und in größerer Zahl – solche den Vorstellungen beiwohnten. Ihnen wurde man dahingehend gerecht, als eine Besonderheit der Handpuppenspieler in einigen Ländern – das Mitwirken lebender Tiere auf der Bühne – praktiziert wurde. In Frankreich wurde die Katze, in Böhmen Meerschweinchen und in England der Hund („Toby“) in die Aufführungen eingebaut, der auf Befehl seinem Gegenüber in die Nase biss. Prügel- und Totschlagszenen auf der Bühne, vor allem der Totschlag an Kaspers Frau waren ebenso fixer Inhalt im Spielplan wie der Auftritt und das Verprügeln mächtiger Gegenspieler, die Kasperl – der gleichsam eine lustige Figur darstellte – stets erfolgreich auf unterschiedlichste Weise bekämpfte. Auch hier wird in einer mystischen Bildersprache die Kritik gegenüber der Obrigkeit deutlich, zu der auch die Puppenfigur der Tod zugezählt wurde. Gerade die Auseinandersetzung mit dem Tod im traditionellen Puppenspiel betonte den Kampf gegen die Autoritäten, ein Phänomen, das in ganz Europa verbreitet war. Die vorhandene Brutalität in der Phase zwischen der Biedermeierzeit und der Jahrhundertwende im Alltag und in den Kriegen spiegelte sich auf den Handpuppenbühnen wider, die sich zwar großer Beliebtheit erfreuten, aber denen es an Qualität immer mehr mangelte. Im Marionettentheater hingegen wurde versucht – gerade in dieser Zeit – vermehrt künstlerische Qualität beizubehalten. Die Situation der Hochschätzung für das Marionettentheater hielt bis in die Mitte des 20. Jahrhunderts an. Das Papiertheater und das Marionettentheater schafften es in die Kinderzimmer der „Bürgerlichen“, was dem Handpuppenspiel zunächst noch verwehrt blieb. Obgleich Künstler bzw. Mäzene wie der Graf Franz von Pocci sich dafür einsetzten, dass auf den Puppenbühne nicht die als ernsthaft geltenden Marionetten mit zu dieser Zeit oftmals und gerne gespielten Sagen und Märchen, Ritterstücken und Moritaten ausschließlich zu sehen waren. Die Kasperlgeschichten von Pocci waren in Silhouettenform als „Münchner Bilderbogen“ erschienen und er schuf „seinen“ Kasperl Larifari für die Marionettenbühne und ließ ihn nicht mehr ausschließlich in Kinderbüchern und Schwänken auftreten. Er schuf in seinen lustigen Schwenken und literarischen Schnurren durchaus einen auch für die Handpuppenbühne tauglichen, literarischen Kasperl, den er an die komischen Gestalten von Ferdinand Raimunds Zaubermärchen bzw. den komischen Typen der Stücke Goldonis, die er somit vom österreichischen bzw. vom italienischen Raum nach Süddeutschland transferierte. Er ließ Pocci in eine vielfältige Berufswelt eintauchen, dies war für die bisherige Kasperfigur völlig neu. Er bediente mit seinen Kasperstücken die orientale und afrikanische Sehnsucht seiner Zeit und zudem alle vorhandenen Klischees. Die Puppentheaterspieler vermittelten ihren Besuchern bisher nur einen teils klischeehaften und menschenverachtenden Eindruck von Afrika. Pocci trat dagegen in seinen „afrikanischen“ Stücken vehement gegen die ausufernde Expansion des Kapitalismus in der zweiten Hälfte des 19. Jahrhunderts ein. Seine Stücke „Kasperl bei den Menschenfressern“, „Kasperl bei den Wilden“ oder „Der artesische Brunnen oder Kasperl bei den Luwutschen“ belegen diese Motive, welche später beispielsweise auch beim Hohnsteiner Kasper unter Max Jacob aufgegriffen wurden.
In der Puppentheaterforschung besteht Einigkeit darüber, dass es im mitteleuropäischen Raum Johannes E. Rabe zu verdanken ist, wenn zumindest einige ältere niederdeutsche Kasperstücke erhalten geblieben sind.
Im Laufe des 19. Jahrhunderts wurde allgemein das Puppentheater als Objekt kulturhistorischer Aufmerksamkeit zunehmend interessant. Die in der Romantik vorhandene Nähe des Puppenspiels zu Volksdichtung und Volkstum wurde später von den Nationalisten und im NS-Staat auch von den Nationalsozialisten ausgenutzt.

### Kaspertheater als Mittel gegen Kriegsunlust im Ersten Weltkrieg
Es gab weiterhin, wenn auch in geringerer Anzahl, das traditionelle Puppenspiel mit einem prügelnden Kasperl und aneinander gefügten Spielsequenzen wie den traditionellen Werber- und Henkerszenen. Aufführungsbestimmender wurden diese traditionellen Szenen und Spiele nochmal mit Ausbruch des Weltkrieges. Erstmals wurde das Puppentheater bewusst von den Behörden eingesetzt. Diese hatten durch das neu entstandene „Künstlerische Puppenspiel“ bemerkt, dass durchaus auch pädagogische Arbeit mit Puppenspiel bewerkstelligt werden konnte. Die Behörden wollten damit gegen die immer stärker werdende Forderung nach Kriegsbeendigung in der Bevölkerung vorgehen. Sie beabsichtigten aber auch, Kriegsgegner der Lächerlichkeit preiszugeben und gleichzeitig vor ihm und seinen behaupteten Kriegsabsichten Angst zu machen. Dies geschah beispielsweise im Stück „Kasperl und die Franzosen“, das schon dagewesene Spielthemen – nur etwas modifiziert – aufgreift. Durch solche Puppenspiele, die im Volk bereits traditionell verankert waren, verbunden mit nur geringen finanziellen und materiellen Aufwand, hoffte man die Lacher unter den Zusehern auf die eigenen Seite zu ziehen. Die Spiele haben in diesem Sinne den politischen Zweck durchwegs erfüllt. Bereits um das Jahr 1900 traten im deutsch-österreichischen Raum immer mehr franzosenfeindliche Kasperltheaterstücke auf, welche ihren geschichtspolitischen Ursprung in den politischen und kriegerischen Auseinandersetzungen mit Frankreich, vor allem um das Elsass-Gebiet im 19. Jahrhundert hatten und diese lediglich aufgriffen.
Elisabeth Strauss beschreibt in ihrer 2002 veröffentlichten Diplomarbeit „Vom feldgrauen, vom roten und vom braunen Kasper. Politisches Kaspertheater im 20. Jahrhundert“, dass sich durch das aufkeimende Nationalbewusstsein der Nationen Europas mit der Zeit auch der – bisher als komische Figur beschreibbare – Kasper, je nach Nation eben jenes erhielt. Die Spielinhalte ähnelten einander und auf die bisher stets angebrachte Kritik gegenüber der eigenen Obrigkeit wurde in den Aufführungen verzichtet. Mit Beginn des Weltkrieges wurden Kaspertheater aufgeführt, welche die Bevölkerung der mitteleuropäischen Länder auf den zeitlich nicht absehbaren Krieg einstimmen, gleichsam aber auch über die schlechte wirtschaftliche Lage aufklären sollten. Die Kasperfigur trat in den kurzen Stücken speziell als Propagandawerkzeug auf, wenn auch (noch) nicht politisch berechnend. Trotzdem beförderten die Puppenbühnen den wachsenden Nationalismus und spielten gesellschaftspolitisch-tendenzielle Aufführungen mit einem den Feind verprügelnden Kasper, der zu dieser Zeit nur selten ein klassischer Pazifist war. Vielmehr war er ein durchwegs zu Gewalt und Aggression neigender Kumpan, wie er von althergebrachten Jahrmarktszenen etabliert war. Ein Zitat Kaspers deutet lediglich auf einen anfänglichen wohl vorhandenen Antimilitarismus bei ihm hin, wie schon bei einem (sozialistisch geprägten) historischen Rückblick 1936 erkannt worden war.
Im Ersten Weltkrieg wurden Soldaten an der Front und im Lazarett mit Kasperltheater, z. B. in Form von Marionetten, unterhalten und zum Kriegführen motiviert, ergab die soziokulturelle und soziologische Analyse von sechs Kasperl-Texten aus dieser Zeit in Graz.
Stilprägend für die Gestaltung der Handpuppen im Kaspertheater im 20. Jahrhundert wurden die 1921 von Max Jacob im Erzgebirge gegründeten Hohnsteiner Puppenspiele. Max Jacob ersetzte auch den rüden und zotigen Jahrmarktskasper durch einen eher weisen und pädagogischen Kasper, der vor allem die kleinen Zuschauer zum richtigen Tun anleiten will. Während des Zweiten Weltkriegs betrieb Max Jacob das Kaspertheater als Fronttheater.
Weitere bekannte Hohnsteiner Puppenspieler waren Erich Kürschner und Harald Schwarz, deren Bühnen beide in Essen ansässig waren. Irmgard Waßmann und Claus Gräwe arbeiteten zehn Jahre lang mit Friedrich Arndt zusammen. Rudolf Fischer gehörte zunächst zu Max Jacobs Mitspielern, machte sich dann aber mit den Königsteiner bzw. später Darmstädter Puppenspielen selbständig und fand zu einem eigenen Stil.

### Zeit des Nationalsozialismus
In der Zeit des Nationalsozialismus, ab 1933, begannen Gleichschaltungen von Organisationen. Dies hatte auch große Auswirkungen auf das Puppenspiel im Reich. Es gab viele Denunziationen politischer Art, offener Widerstand gegen das NS-Regime wurde brutal erstickt. Es wurden auch für Puppenspieler Berufsverbote verhängt und nach Möglichkeit von diesen unterlaufen. Zudem gab es auch im Puppentheaterbereich Innere Emigration, Untertauchen in Nischen, Flucht – manchmal aber auch die ersehnte berufliche Karriere. Der NS-Staat verstärkte allgemein die Kontrolle und beim Puppenspiel zunehmend konsequenter vor allem die Instrumentalisierung für Propaganda und NS-Erziehung. Hier engagierte sich besonders der handpuppenerfahrene Oberbannführer Siegfried Raeck vom Kulturamt der Reichsjugendführung.
Im Dritten Reich wurde in erster Linie das Medium des Marionettenspiels, viel mehr aber noch das des Handpuppenspieles gewählt, während die anderen auftretenden Figurentheaterformen wie das Stock- und Schattenspiel, das Papiertheater oder das „künstlerische Figurentheater“ – etwa des Graphikers und Puppenspielers Richard Teschner, die in jener Zeit vorkamen, nicht oder nur teilweise und punktuell für Propagandazwecke eingesetzt wurden. Andere Figurentheaterformen kamen im NS-Staat nicht in diesem Ausmaß dafür in Frage, wenngleich es auch einen Imageskonflikt der Nationalsozialisten zum oftmals als Jahrmarktkaspertheaterspiel angesehenen Handpuppenspiel gab.
1937 wurde die Förderung des Puppenspiels verstärkt politisch ausgerichtet und die Abteilung Volkstum-Brauchtum von der Organisation Kraft durch Freude übernommen. Auch hier war zumindest ein Mitarbeiter Puppenspielspezialist, überprüfte Puppenspieler, engagierte sich für die Freizeitorganisation KdF und vertrat das NS-Puppenspiel politisch gelegentlich auch im Ausland. Eine 92-seitige Anleitung – mit dem Titel Das deutsche Puppenspiel. Einsatz, Erfolge Zielsetzung – wurde 1939 in großer Auflage im ganzen Deutschen Reich an professionelle Puppenspieler, Laien und KdF-Veranstalter verteilt. Neben einer weltanschaulichen Ausrichtung enthielt das Heft Stückausschnitte, Bezugsadressen und Beschreibungen des Berufsbildes Puppenspieler mit handwerklichen und ökonomischen Hinweisen. Die Gestaltung von Puppenspielfiguren war dadurch sehr stark eingeschränkt.
Auszüge aus: „Das deutsche Puppenspiel“. Herausgegeben vom Amt Feierabend der Organisation Kraft durch Freude, Abteilung Volkstum/Brauchtum, 1939 (zitiert in Puppentheater und NS-Zeit, NS-Zeit im Figurentheater, Magazin DAT – Das andere Theater, UNIMA-Zentrum, 2014).
„Durch unsere Geschichte und durch unser Brauchtum gehen ewige Gestalten, Verkörperungen deutschen Wesens: Ein Parzival, ein Sigfried, […] – ein Till Eulenspiegel. […] Der Ulenspiegel ist nicht „der Dumme“. Er selber muss ja den Menschen „auf die Sprünge“ helfen. […] Er besitzt das Entscheidende: Er ist der leidenschaftliche Kämpfer gegen Dummheit und Schwachheit, Wankelmut, rasches Vergessen und feilen Sinn, Neid und Scheelsucht, Faulheit, Eigennutz, Kurzsichtigkeit und Bequemlichkeit. Hier allerdings schwingt er schonungslos die Peitsche seines beißenden Spottes, hier zerreißt er alle falschen Hüllen und entlarvt die verlogenen Fratzen. Und er tut es nicht aus Lust an der Lüge, sondern mit dem Willen zur Wahrheit. Im Zerstören beginnt er bereits zu bauen. Er öffnet den Menschen die Augen und so setzt er an Stelle des Scheins: das Sein; an Stelle bloßer Worte: den Wert; an Stelle der Phrase: die Sache selbst. Er ist der große Erzieher! […] Nicht anders als Till Ulenspiegel, ihm innerlich – und im Äußeren – tief verwandt, ist sein kleiner Vetter mit dem Holzkopf, der deutsche Kasper!“ (Ab Seite 10)
„Nicht der Kasper verkörpert eine nationalsozialistische Haltung, der etwa von der Spielleiste herab „Heil Hitler“ grüßt, oder gar mit einer Hakenkreuzfahne über die Bühne zieht; vielmehr muss er in seinem Tun und Handeln ein ganzer Kerl sein. […] Wie überall, so kommt es auch beim Puppenspiel auf die Haltung und Gesinnung an. Und der größte politische Wert liegt in einem Spiel, das aus Haltung und Gesinnung heraus den Menschen im Sinne der Bewegung formen hilft, ohne dass darum viel Worte gemacht werden.“ (Ab S. 23)
Es finden sich im Heft zudem auch Interpretationen des Puppenspiels im Stellungskrieg des Ersten Weltkriegs:
„Das deutsche Puppenspiel feierte seine Wiederauferstehung in den Schützengräben des Weltkrieges. Mit selbstgeschnitzten Köpfen spielten damals unsere Soldaten mitten in der Trostlosigkeit und Schwere des Stellungskrieges fröhliche Szenen vom Tommy und Poilu und dem immer lustigen, alles besiegenden Draufgänger Kasper. Und einige Jahre später war es die deutsche Jugend, die auf dem im harten Volkstumskampf stehenden Dörfern des Grenzlandes das Puppenspiel einsetzte, um Kindern und Erwachsenen altes deutsches Kulturgut, Märchen und Heimatsagen, zu vermitteln. […]“ (ca. 1939/40 S. 3).
Der Kult um die Puppenspiellegende Max Jacob ebbte nach dem Zweiten Weltkrieg langsam ab. Lange nach seinem Tod gab Friedrich Arndt noch Kurse, spielte aber nicht mehr. In Westdeutschland wurde aber mittlerweile nach ganz anderen Richtungen der Ausdrucksmöglichkeiten für Figurentheater gesucht. Die Figur „Kasper“ verlor dabei an Interesse. Eine Puppenspielerin bezeichnete den Kasper öffentlich als „faschistoid“. Nach und nach wurden Fragen laut nach der NS-Vergangenheit des Puppenspiels und der Rolle, welche die Kasperfigur in ihr spielte.
Melchior Schedler schrieb 1973 sein provokantes Buch Schlachtet die blauen Elefanten, setzte sich mit dem Kasperspiel im Nationalsozialismus auseinander und griff die internationale Ikone Jacob an. Seine Texte förderten Fragen zutage, spitzten einen Generationskonflikt zu und führten zu heftigen Diskussionen.

## Figuren des Kaspertheaters

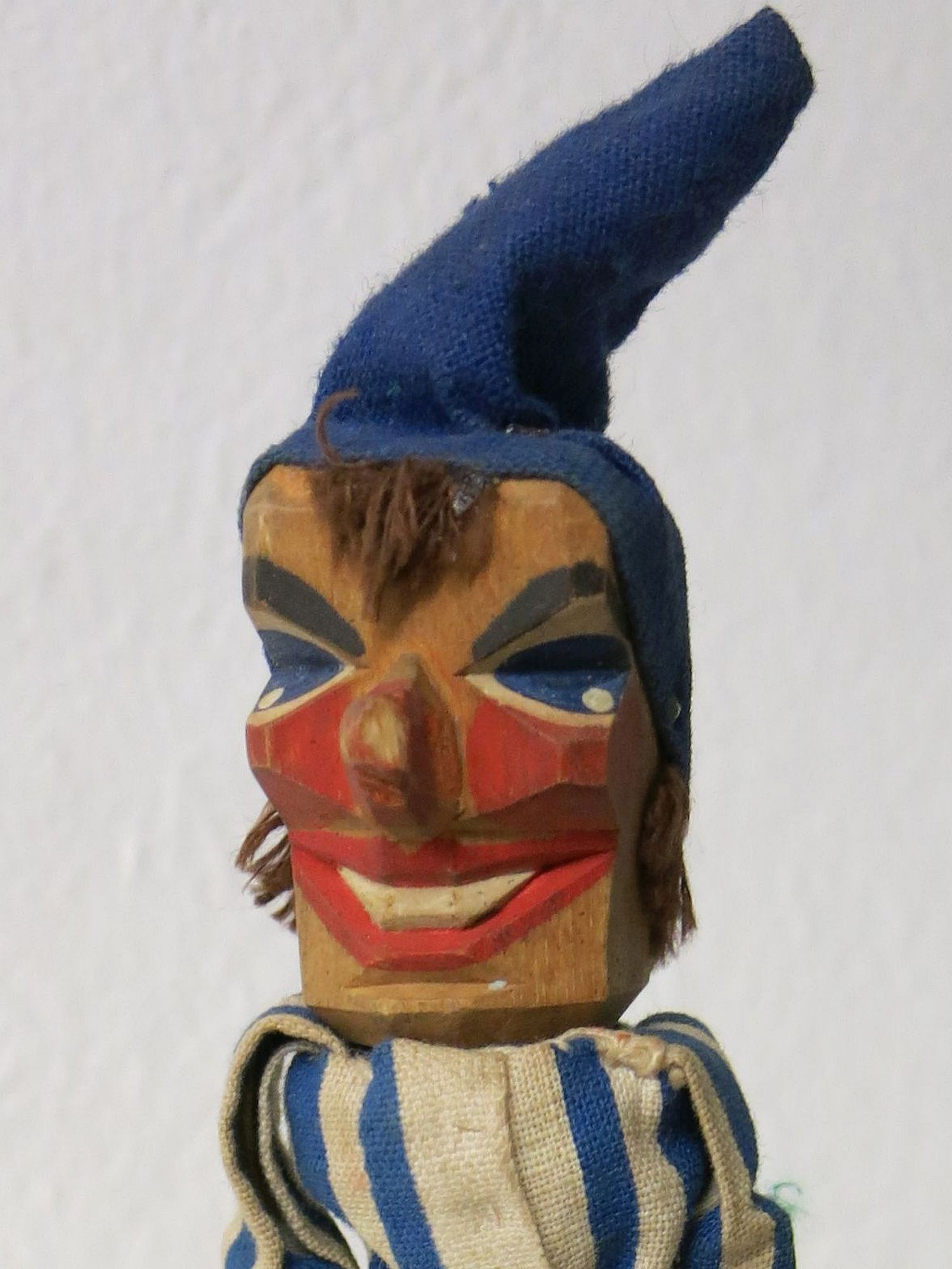
Kasper
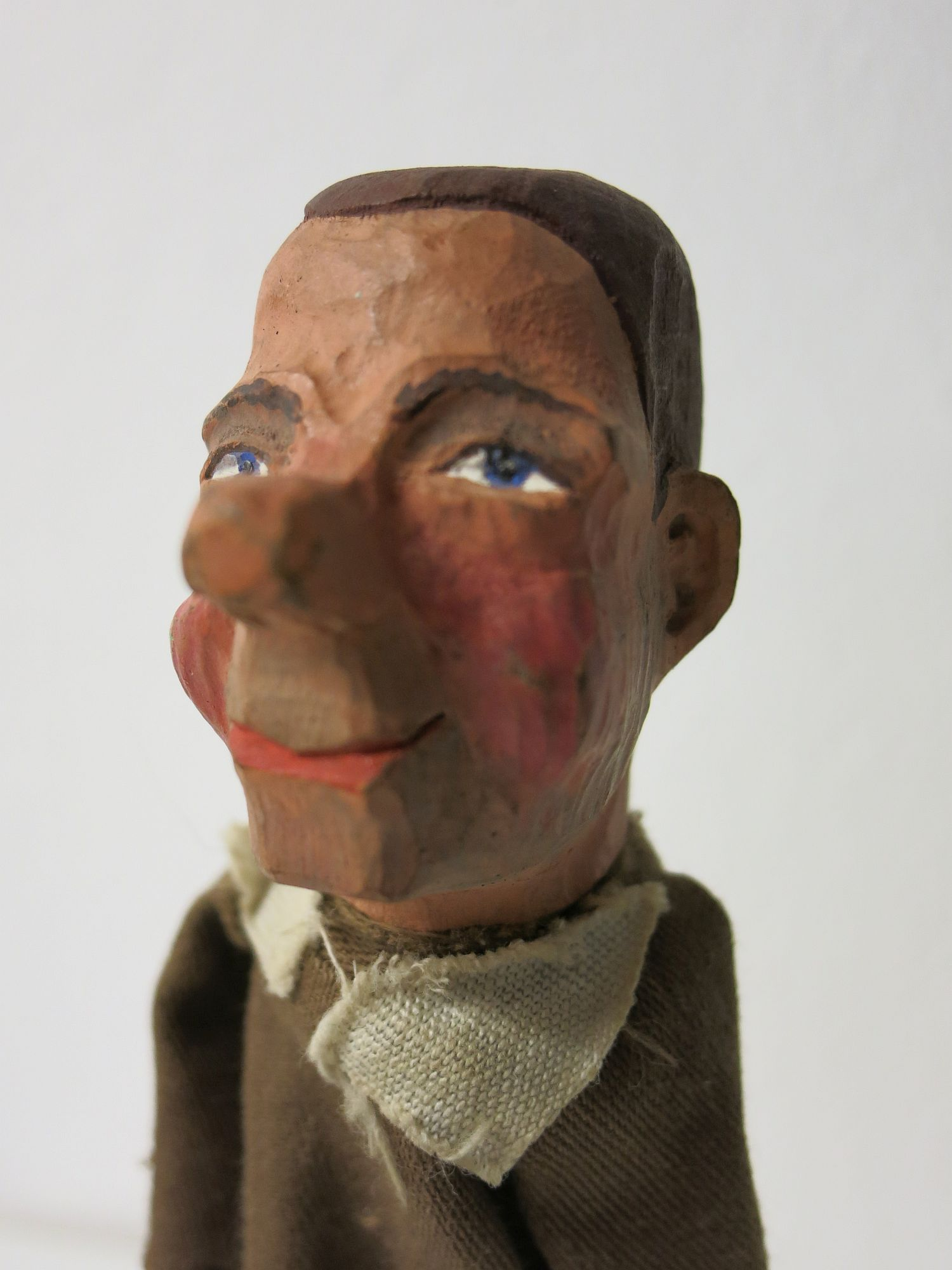
Seppel
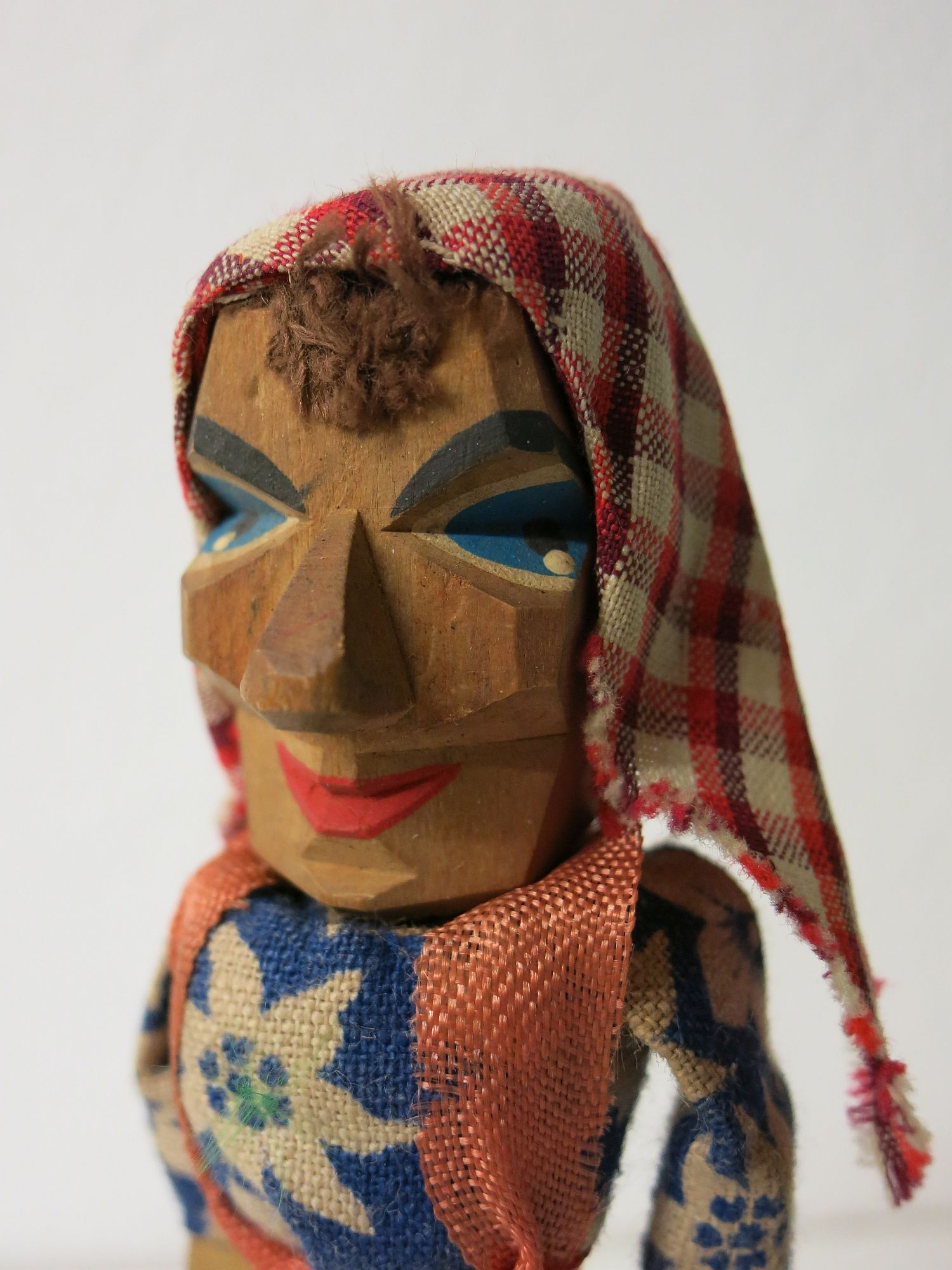
Gretel
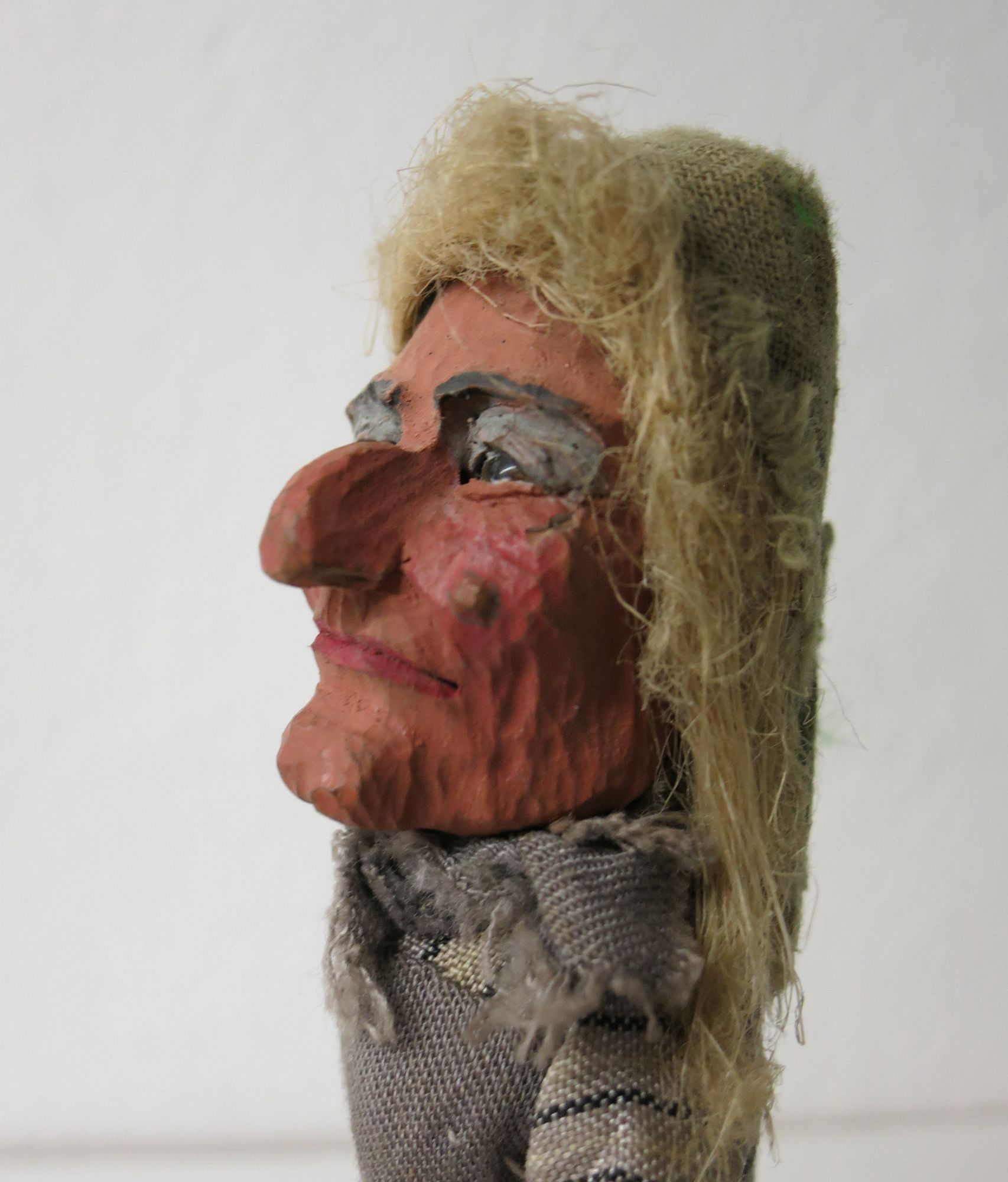
Großmutter
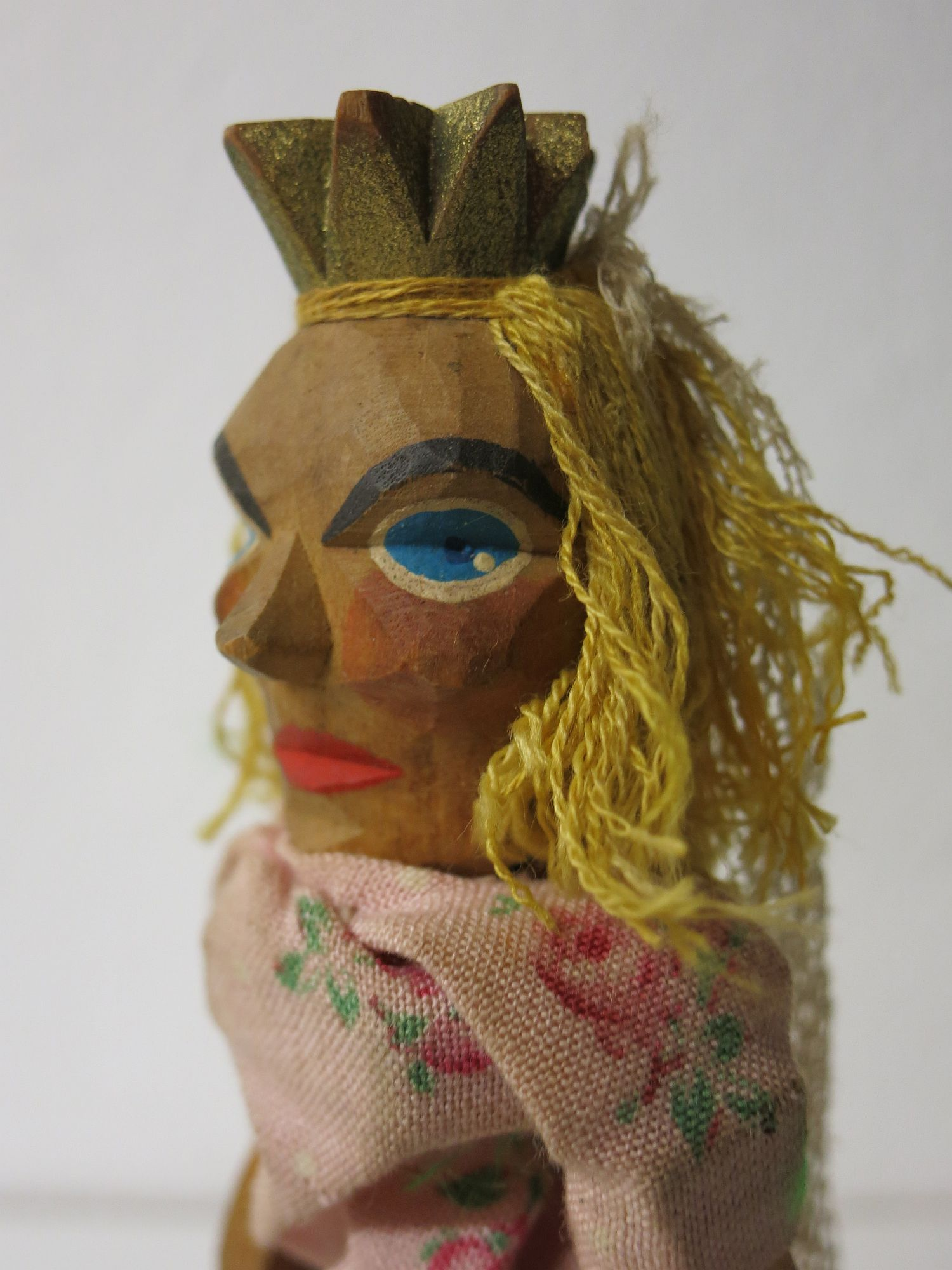
Prinzessin
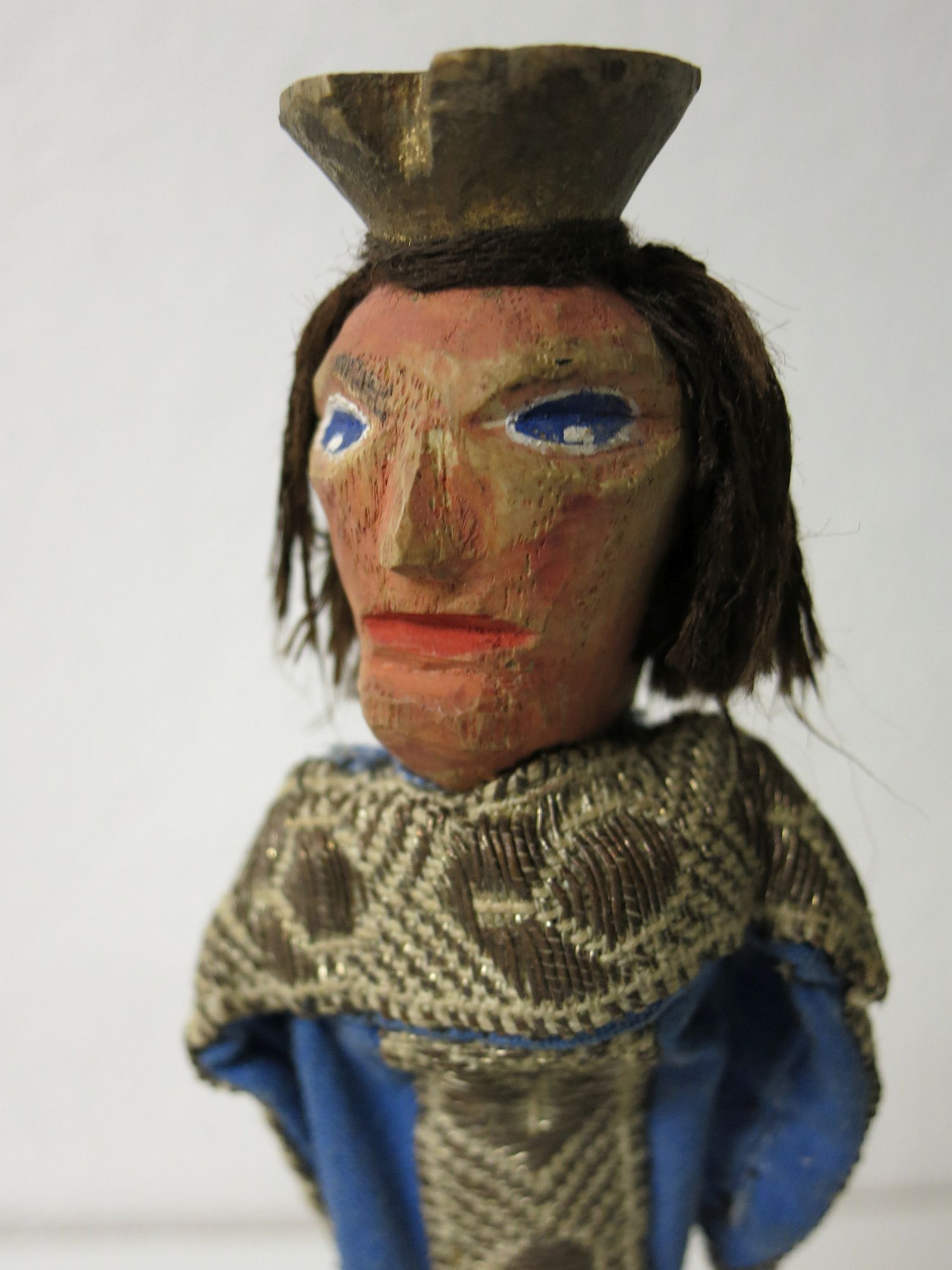
Prinz
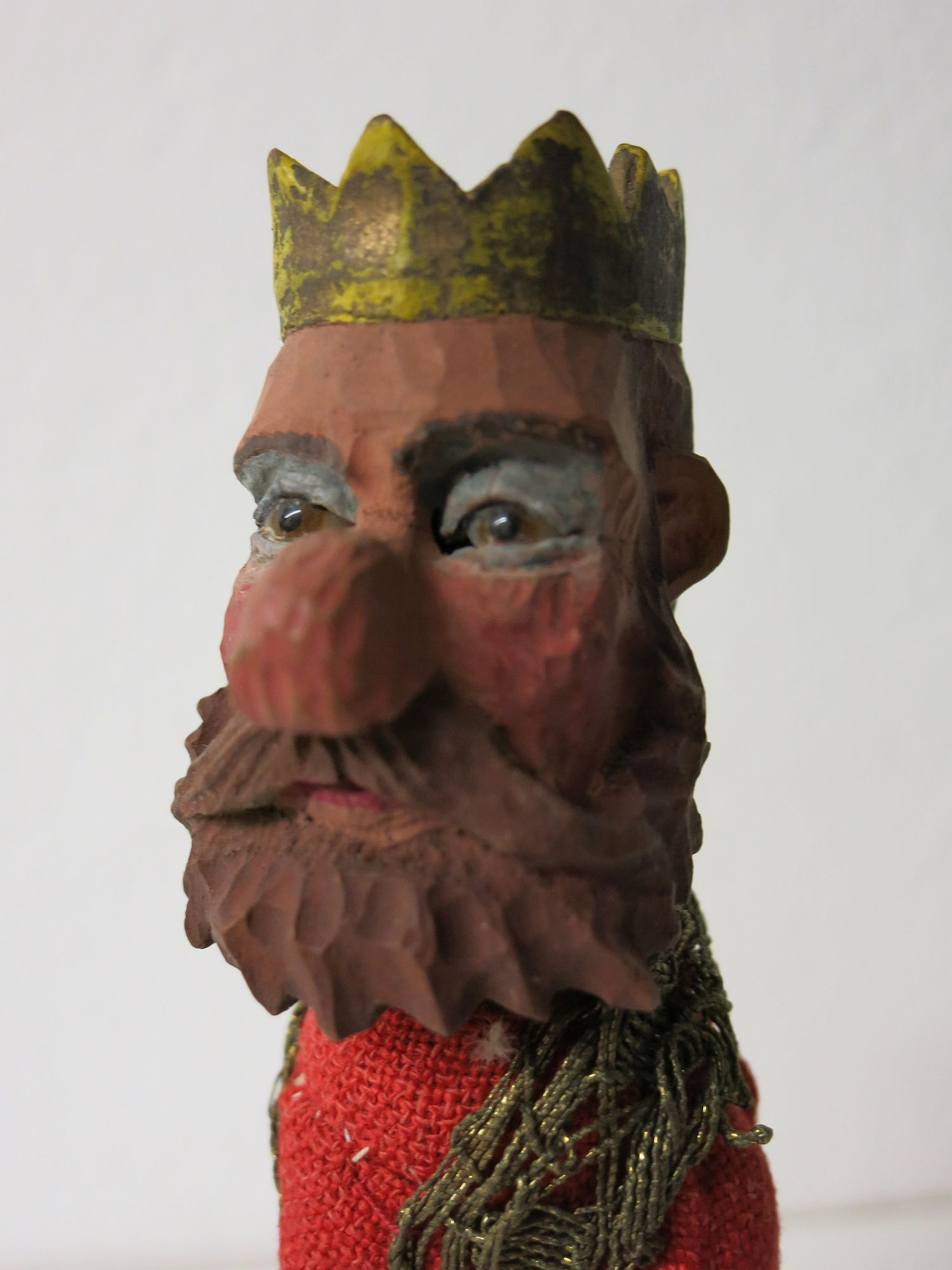
König
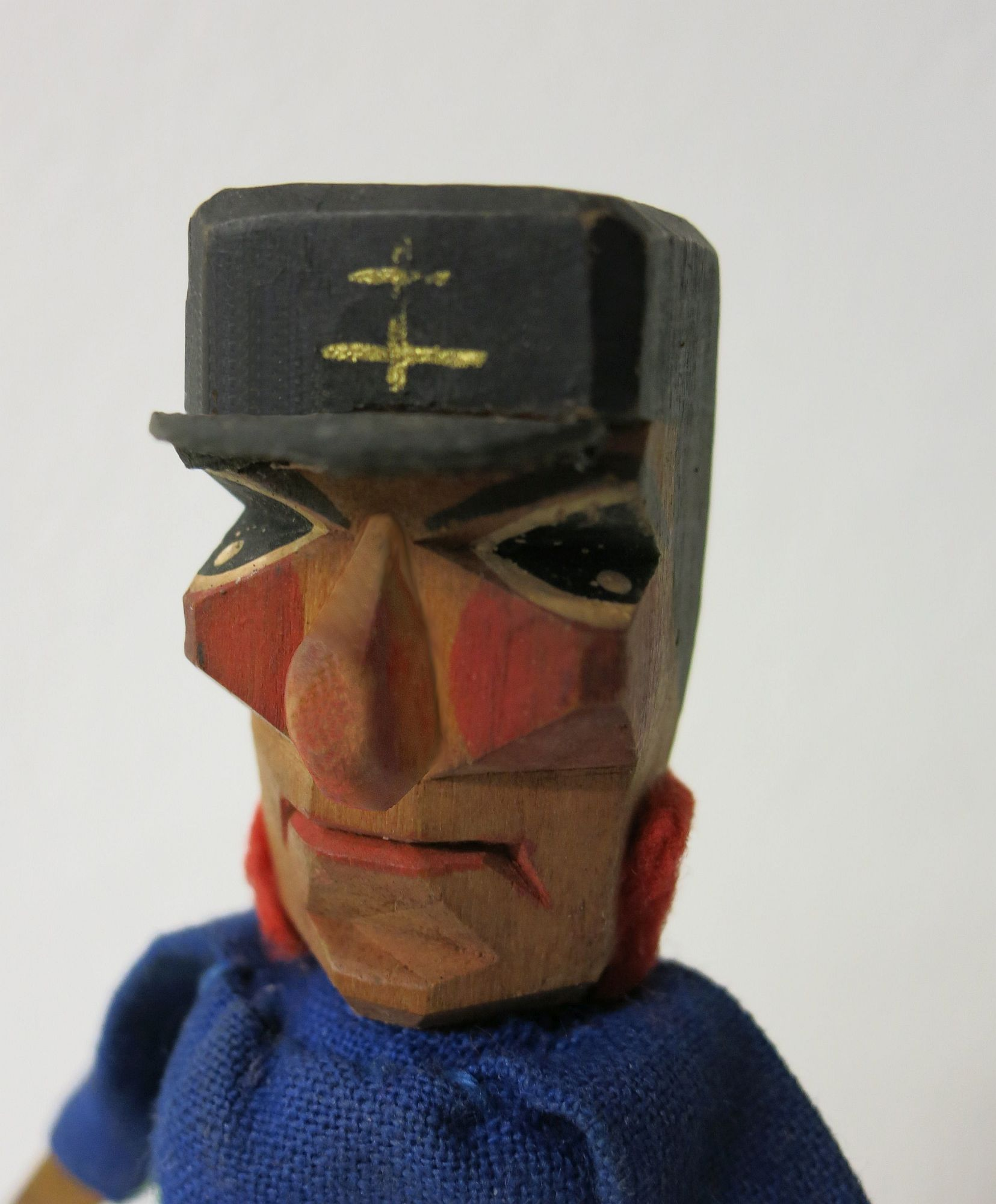
Wachtmeister
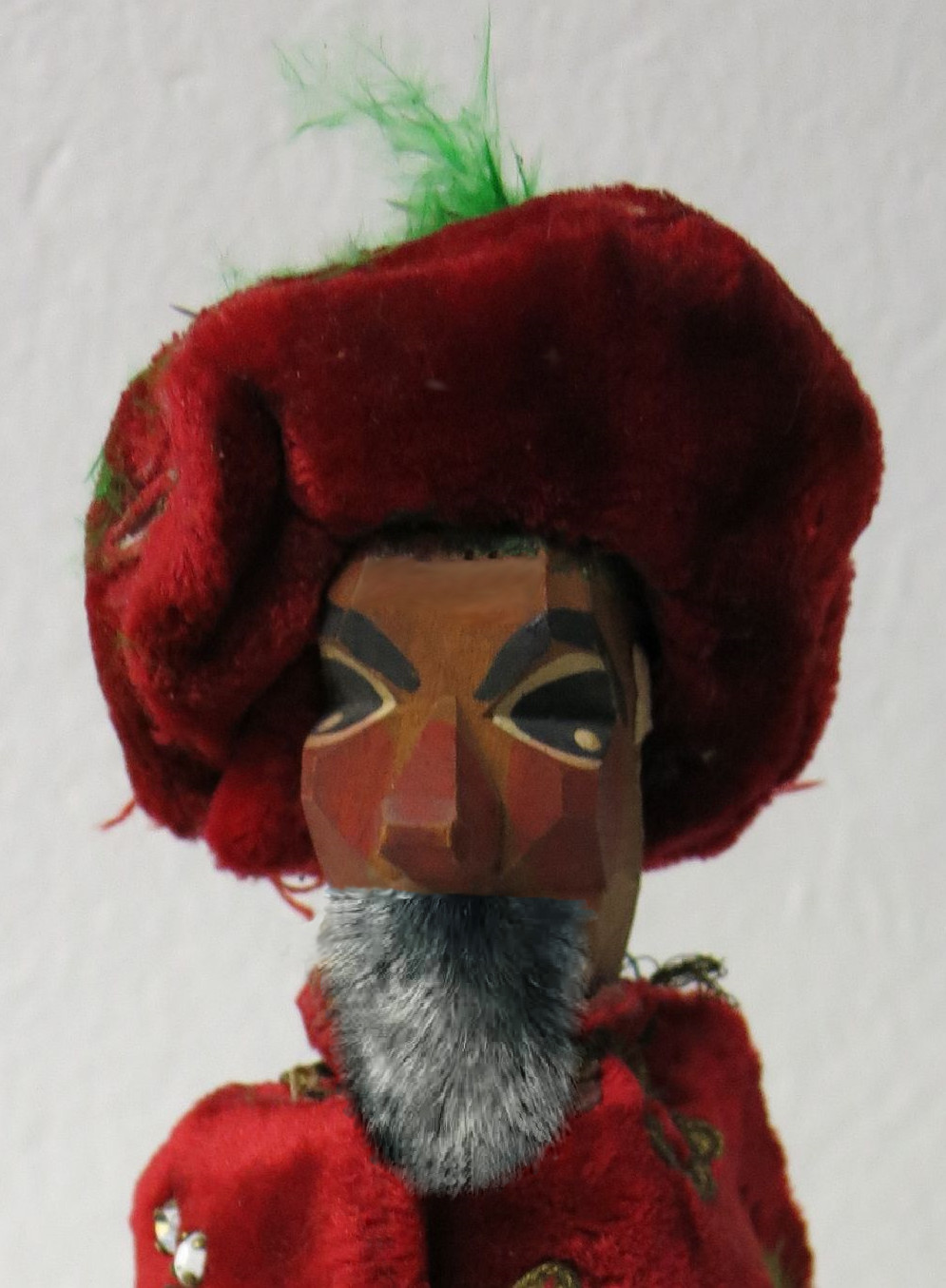
Zauberer
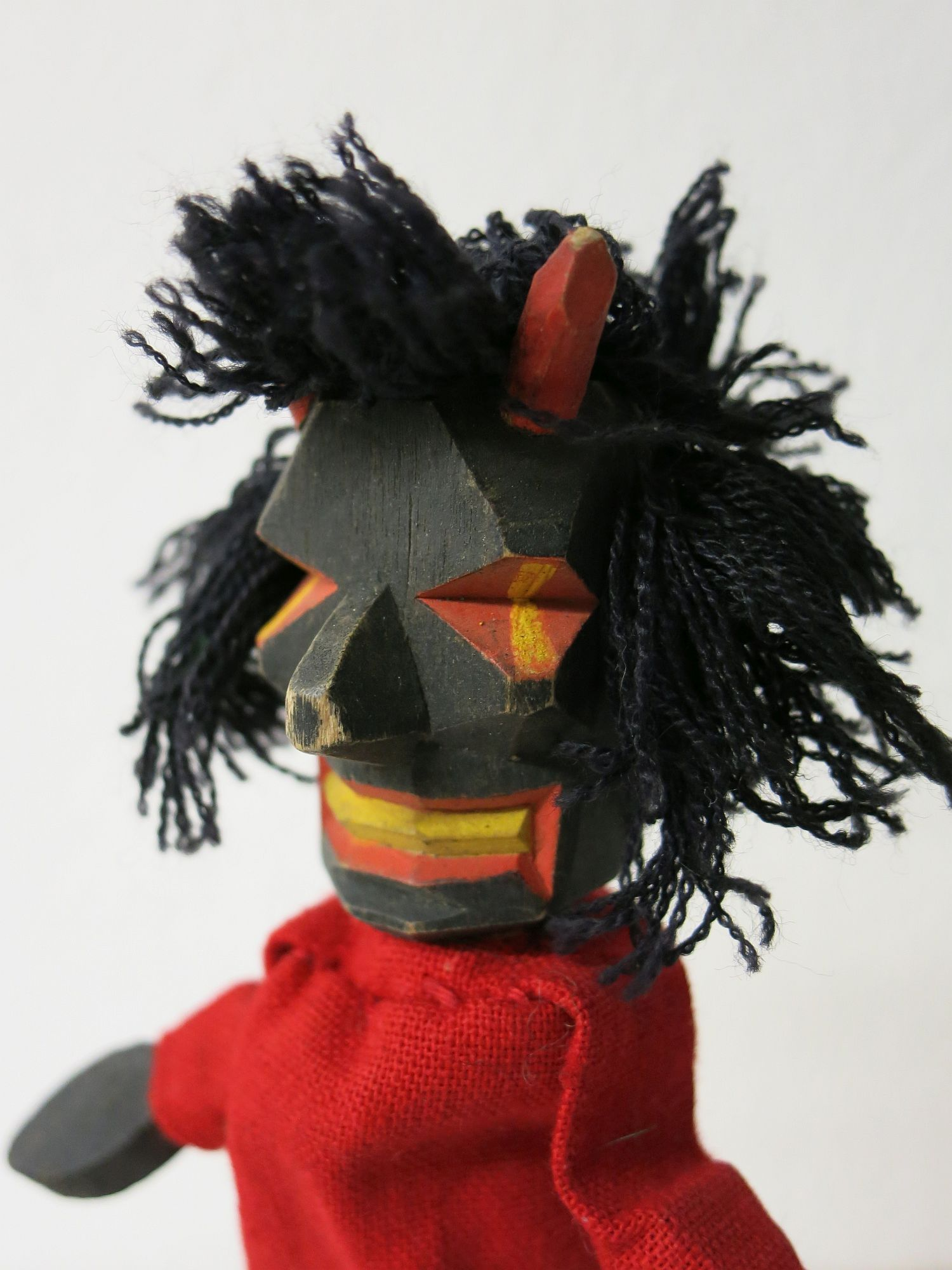
Teufel
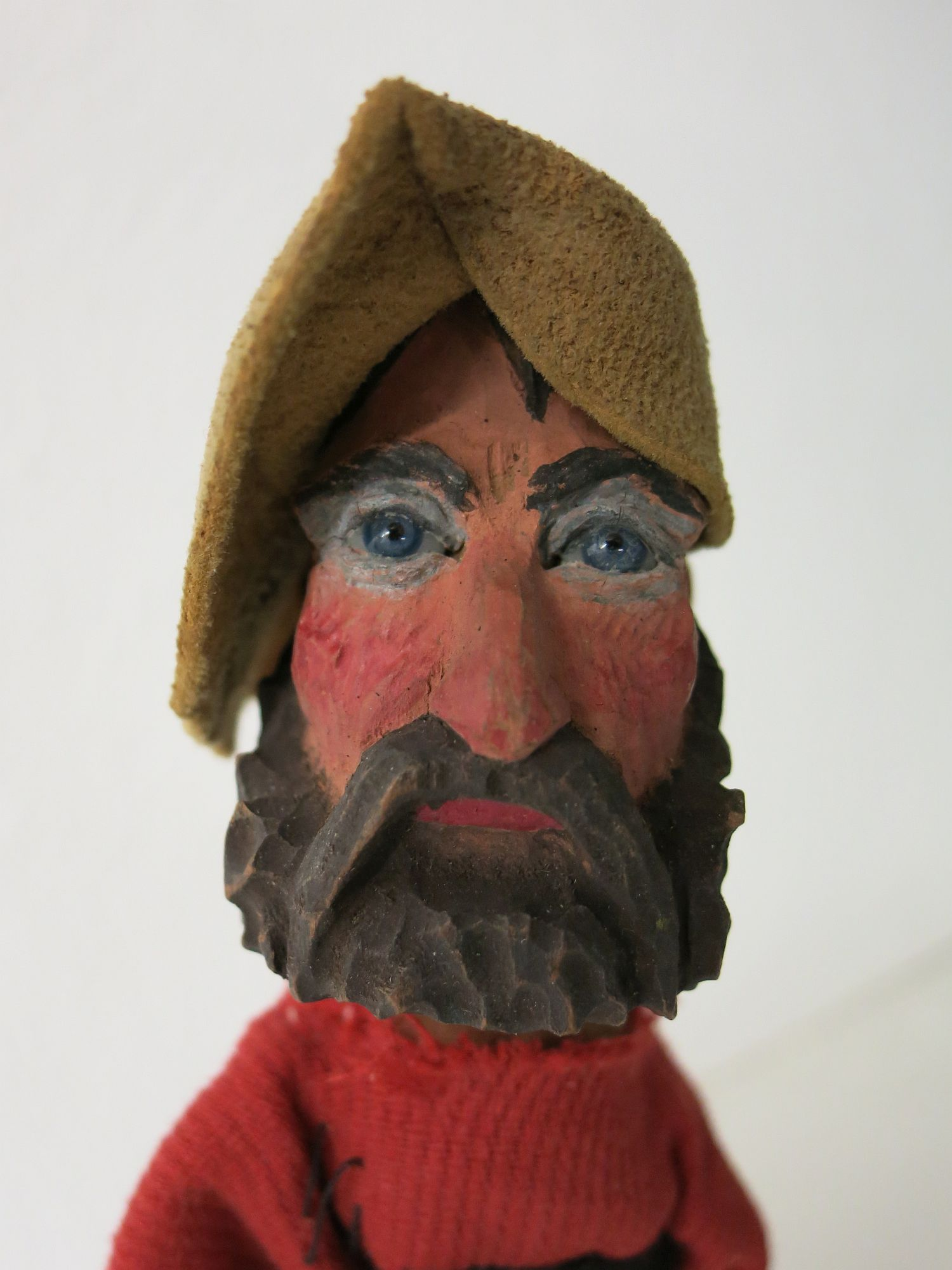
Räuber
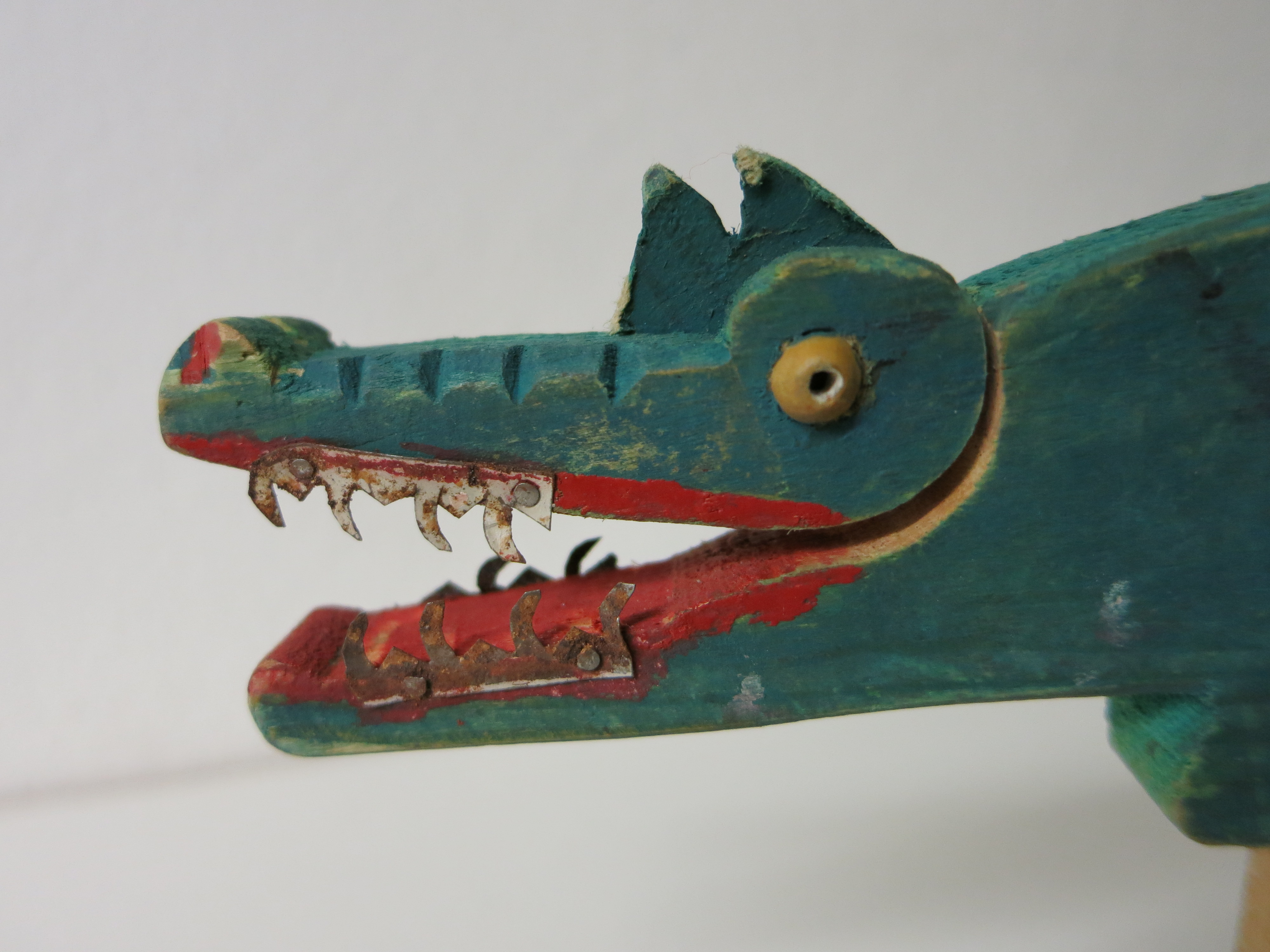
Krokodil

Das heutige, durch die Hohnsteiner stark bestimmte Kaspertheater dient fast ausschließlich der Unterhaltung jüngerer Kinder. Zu seinem Standardpersonal gehören:
- für das Gute: Kasper(l)(e), Sepp(e)l (Freund und oft Sinnbild für Ehrlichkeit, aber auch Einfalt), Gret(e)l (die Frau und Stimme der Vernunft), Großmutter, Fee
- für Ordnung, Gerechtigkeit und Obrigkeit: Prinzessin, Prinz, König, Wachtmeister
- für das Böse: Hexe, Zauberer, Tintifax,[15] Teufel, Räuber, Krokodil (als „Ersatzdrache“)

## Umsetzungen

### Stückeschreiber
Berühmtheit als Autor von ebenso kindgerechten wie zeitkritischen Kasperstücken (z. B. Das Eulenschloß) erlangte Franz Graf von Pocci im 19. Jahrhundert in München (Kasperl Larifari als Marionette). Später wurden die Kasperle-Hörspiele von Gerd von Haßler sehr populär.

### Literarische Würdigung
Literarisch gewürdigt wurde der Kasper in Theodor Storms Novelle Pole Poppenspäler aus dem Jahr 1875, in der eine Marionettenspielertruppe den Kasperle als komische Figur in klassischen Puppentheaterstücken auftreten lässt.
In den 1920er Jahren verfasste Josephine Siebe erfolgreiche Kasper-Kinderbücher.
In Otfried Preußlers 1962 erschienenem Kinderbuch Der Räuber Hotzenplotz erlebt Kasperl mit seinem Freund Seppel spannende Abenteuer. Preußler orientierte sich auch bei der übrigen Besetzung (Großmutter, Wachtmeister, Zauberer, Fee, Krokodil, [unerfahrene Hobby-]Hexe) erkennbar am traditionellen Kasperle-Ensemble.

### Moderne Formen

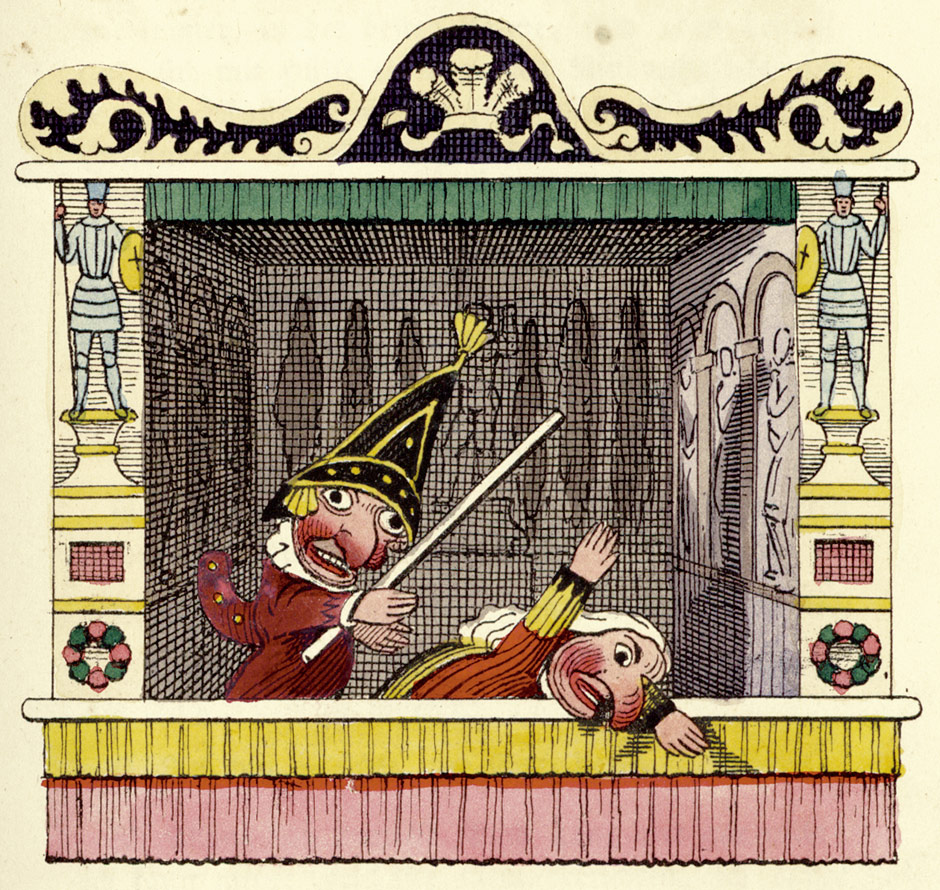
Der strenge Kasper des 19. Jahrhunderts (H. v. Pückler-Muskau ca. 1829)

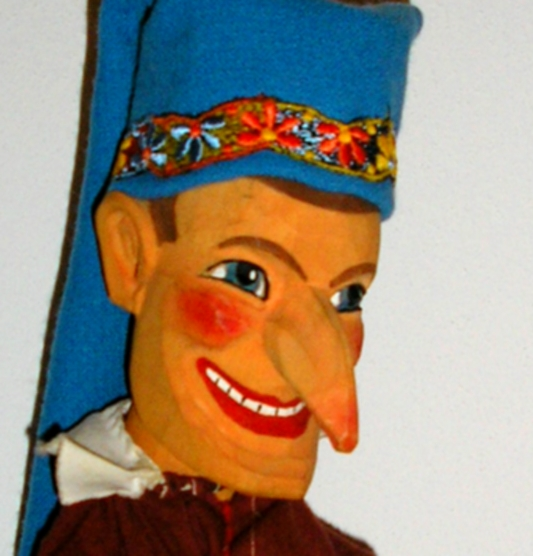
Der freundliche Hohnsteiner Kasper (Figur von Theo Eggink)

Aus den Hohnsteiner Puppenspielen entwickelten sich auch pädagogisch genutzte moderne Varianten in Form des Lehrtheaters, wie etwa die Polizeipuppenbühne von Heinz Krause in Hamburg mit Polizisten als Puppenspielern oder der Karlsruher Verkehrskasper von Siegbert Warwitz: War der ‚alte’ Kasper noch ein strenger Lehr- und Zuchtmeister, der nicht nur den Teufel, sondern auch unartige Kinder und Verkehrssünder mit Stock oder Bratpfanne malträtierte und auf diese Weise auf den rechten Weg bringen wollte, so legte der verwandelte Verkehrskasper der neuen Verkehrserziehung den Status des allwissenden Problemlösers ab und nahm die Rolle eines lediglich fragenden und beratenden Freundes an. Die Kinder sollten selbst die für alle beste Lösung finden. Im Sinne der zeitgemäßen Didaktik wurden Problembewusstsein und angemessenes Verkehrsverhaltens nicht mehr verordnet und „gelehrt“, sondern im Konsens von Puppenspielern und Publikum miteinander entwickelt. Der Karlsruher Verkehrskasper, gestaltet von einer ausgebildeten Lehrkraft, und das Puppenensemble, gestellt von älteren Schülern, agieren gewaltfrei mit Szenen aus dem unmittelbaren Erfahrungskreis der Zuschauer, die mit Fragen und Vorschlägen, Warnungen und Bedenken, in das Geschehen auf der Bühne eingreifen und entscheidend den Verlauf bestimmen dürfen. Sanktionen ergeben sich aus Sachzwängen (Krankenhausaufenthalt etc.), nicht als autoritäre Maßnahme. So erreicht der Verkehrskasper im Rahmen der Verkehrserziehung in den Rollen als Textbuchautoren und Puppenspieler auch noch die Jugendlichen und bringt die Jüngeren und Älteren mit ihren oft unterschiedlichen Sorgen und Vorstellungen miteinander ins Gespräch und zu sachgerechten Problemlösungen, wobei der Kasper nur als Moderator fungiert.
In neuerer Zeit versuchen auch andere Lebensbereiche wie Feuerwehr, Werbeindustrie, Hygiene- und Umwelterziehung, den Reiz des Kasperspiels für ihre Ziele zu nutzen.

### Heutige Kaspertheater

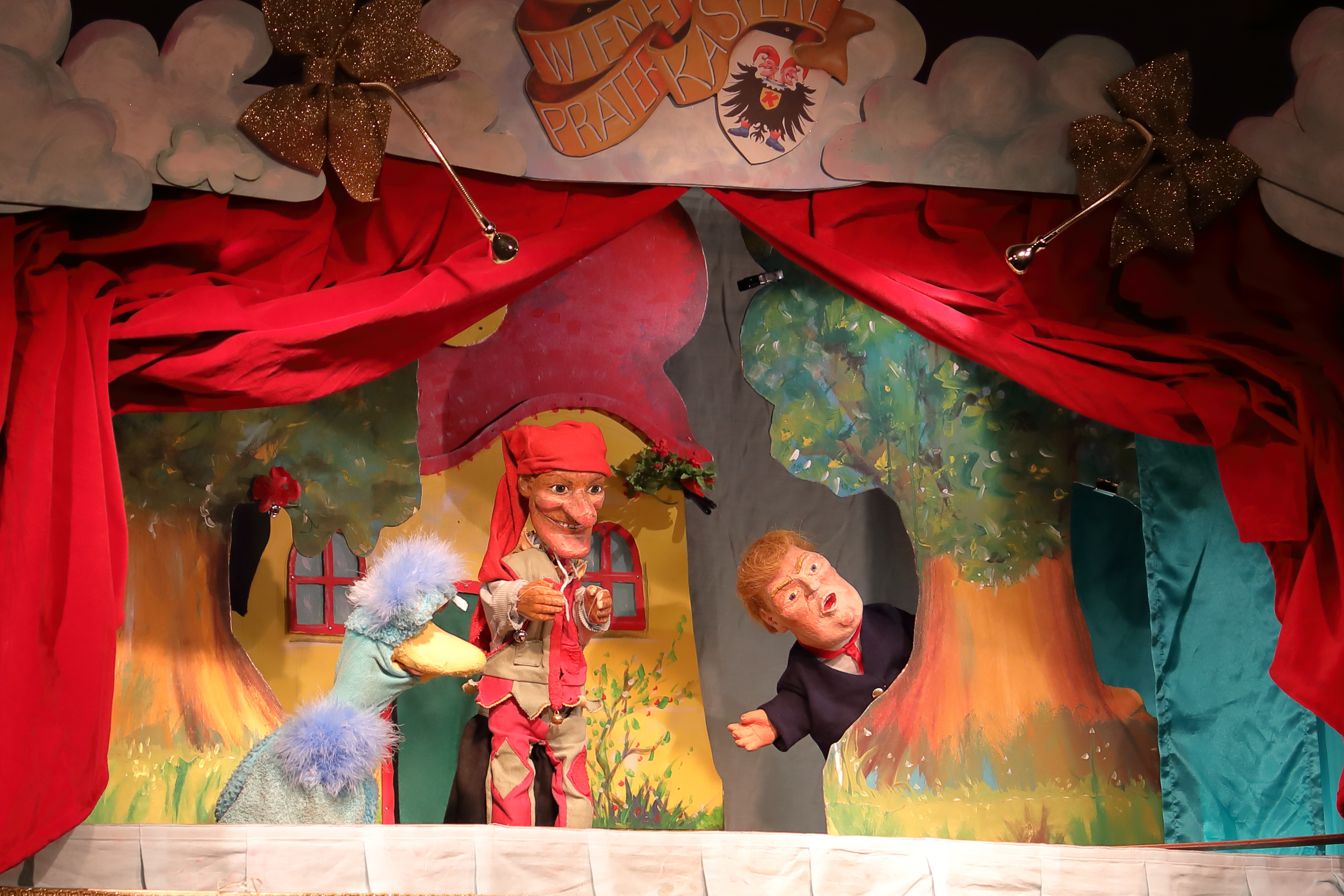
Das Original Wiener Praterkasperl bei einem Gastspiel im club W71

Nach wie vor reisen viele Kaspertheater, die, wie einst die vielen typischen Jahrmarktsgeschäfte, von Komödianten betrieben werden, darunter einige der alten Puppenspieler-Familien Maatz und Sperlich. Auftrittsorte sind zumeist Veranstaltungssäle von Kirchengemeinden und dergleichen, einige Unternehmen führen kleine Spielzelte mit. Jahrmärkte werden nur noch selten bespielt, eine Ausnahme sind „Nostalgie-Jahrmärkte“.
In der Tradition des klassischen Kaspertheaters steht das Puppentheater Luna, das Figurentheater des Dresdner Puppenspielers Rudi Piesk. Zunächst spielte Piesk mit Figuren im Hohnsteiner Stil, von denen er sich aber später löste, um seinen eigenen Kasper mit Handspielpuppen von Till de Kock zu entwickeln. Das Puppentheater Luna spielt mit seinem Kasper in ganz Sachsen, Brandenburg, Thüringen und gastiert alljährlich im Sommer im Sonnenhäusel im Großen Garten Dresden.
Seit über 60 Jahren spielt die Puppenspielerfamilie Herrnleben ausschließlich Kasperltheater, immer mit ihrem Bamberger Kasperl im ostfränkischen Dialekt.
In Österreich zählt die Oberösterreichische Puppenbühne aus Pucking bei Linz zu den ältesten und traditionsreichsten Vertretern dieser Zunft. Eine seit 1957 im österreichischen Fernsehen ausgestrahlte Kindersendung hieß bis 2008 Kasperltheater (dann umbenannt in Servus Kasperl). Dabei spielen auch die Figuren des Wiener Urania-Puppentheaters, das es seit 1948 bzw. 1959 (in der Wiener Urania) gibt. Im Wiener Prater gibt es den Original Wiener Praterkasperl von Thomas Ettl und Elis Veit, die sowohl ein Kinder- als auch ein Erwachsenenprogramm spielen.
In Bayern ist heute vor allem Doctor Döblingers geschmackvolles Kasperltheater bekannt. Das Münchner Duo präsentiert seine unterschiedlichen Programme für Kinder und Erwachsene sowohl live als auch in Form von aufgenommenen Hörspielen.
In München gibt es seit 2009 auch das mobile Kasperltheater „Kasperls Spuikastl“, das unter anderem auch im Markus Wasmeier Freilichtmuseum am Schliersee auftritt. „Kasperls Spuikastl“ organisiert dort auch das seit 2016 jährlich im Sommer stattfindende Kasperltheater-Festival.

### Hörspiele
Walter Benjamin schrieb und produzierte 1932 das Rundfunk-Hörspiel für Kinder Radau um Kasperl. Gerd von Haßler verfasste in den 1960er und 1970er Jahren rund siebzig Kaspergeschichten, die als Hörspiele auf knapp vierzig Langspielplatten unterschiedlichster Plattenlabels publiziert wurden
Weitere Kasper-Hörspiele entstanden unter der Federführung der Hohnsteiner Bühnen von Max Jacob und Friedrich Arndt sowie unter der des Berliner Puppentheaters Die Kullerköpfe des Puppenspielers Michael Orth. Die Hamburger Polizeipuppenbühne (Leitung: Heinz Krause) veröffentlichte insgesamt sieben verkehrspädagogische Hörspiele, die bei den Labeln EUROPA und BASF als Langspielplatten veröffentlicht wurden. Auch die Kasper Lari-Geschichten von Max Kruse dienten als Vorlage für Hörspiele, ebenso das Kasperle der Augsburger Puppenkiste, welcher im Augsburger Dialekt spricht. Diese Aufnahmen sind nicht zu verwechseln mit denen für das „Augsburger Kasperle“ von Gerd von Haßler, die als Hörspiel ebenfalls in den 1960er und 1970er Jahren populär wurden.
Von Ende der 1980er bis Anfang der 1990er Jahre verfassten Elisabeth und Wolfgang Herrnleben über 750 Gute-Nacht-Geschichten des Bamberger Kasperls für das Lokalradio. Seit 2000 veröffentlichen die Herrnlebens wieder Tonträger. Zunächst noch Wolfgang Herrnleben als Bamberger Kasperl, seit 2006 sein Sohn Florian Herrnleben. Als bisheriges Highlight dieser seit über 20 Jahren bestehenden Hörspielserie wird die aktuelle CD Kindergeschichten mit dem Bamberger Kasperl – SPEZIAL gesehen, die Florian Herrnleben als Kasperl zusammen mit vielen prominenten Kollegen wie Bastian Pastewka, Dirk Bach, Martin Schneider u. v. m. zu Gunsten der Deutschen Kinderkrebsstiftung produziert hat.
In der Schweiz sind vor allem die Kasperli-Hörspiele von Jörg Schneider und Bernhard Huber bekannt.
Seit 2021 veröffentlicht der Schauspieler und Autor Christoph Walter eigene Kasperlgeschichten als Hörspiele in bayerischem Dialekt. Seit Januar 2024 sendet der Radiosender Alpin FM wöchentlich eine neue Kurzfolge vom Walterschwanger Kasperl im Format „Die Kasperlminutn auf Alpin FM“.

### Alarm im Kasperletheater
In dem in den 1950er Jahren entstandenen Buch Alarm im Kasperletheater geht es um eine wilde Verfolgungsjagd. Der Kasper und seine Freunde jagen dem Teufel hinterher, der die Pfannkuchen für Omas Geburtstag gestohlen hat. Der Text wurde in Reimen von Nils Werner geschrieben und von Heinz Behling illustriert. Von denselben Autoren stammt auch das Buch Teddy Brumm. Das Buch ist im Eulenspiegel Verlag erschienen.
In den 1960er Jahren erschien eine 16-minütige Zeichentrick-Verfilmung der DEFA.

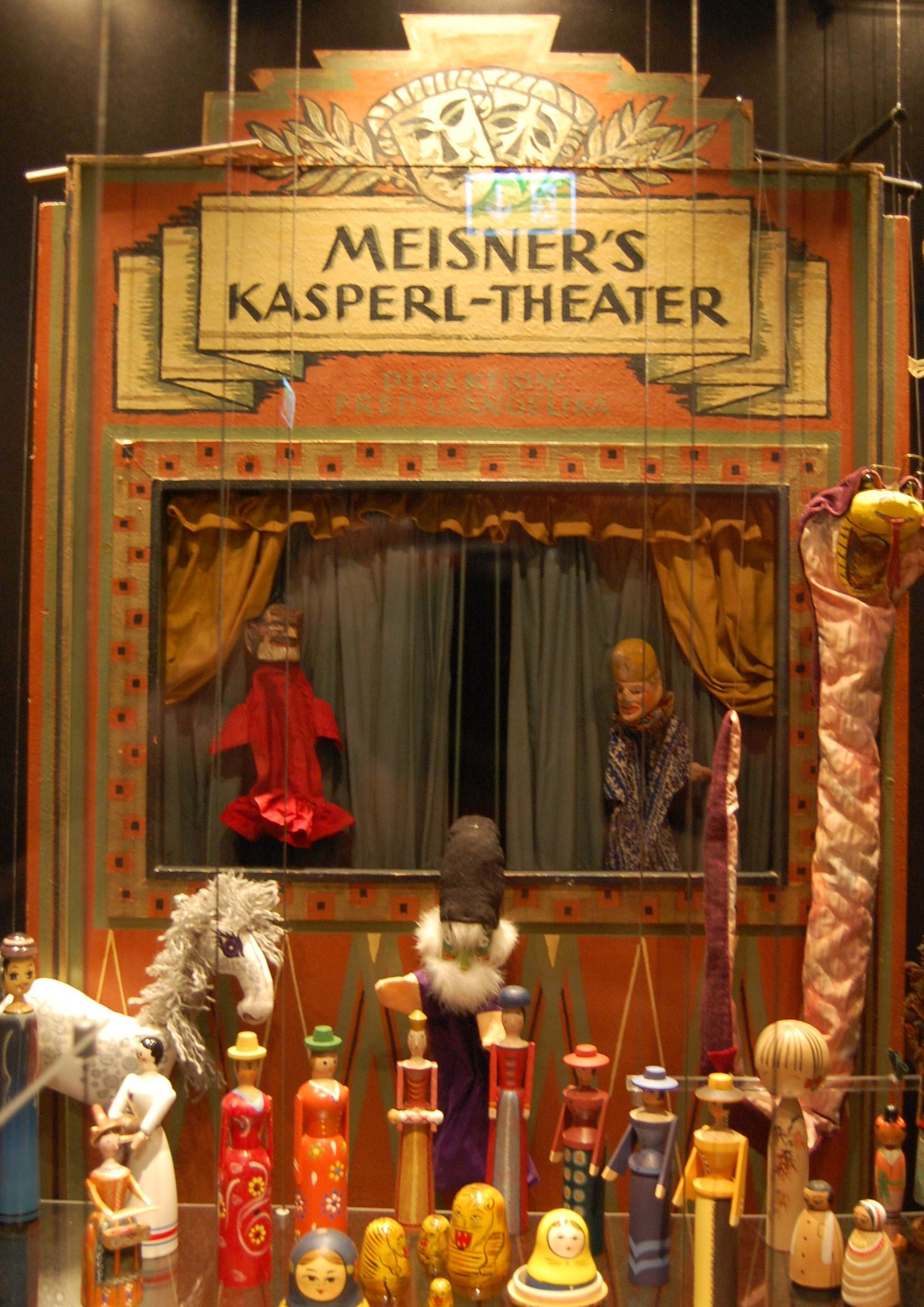
Altes Kaspertheater, bemalt vom Rhön-Maler Heinz Kistler

### Bekannte Kasper-Interpreten
- Rudolf Fischer (Theater und Film/TV)
- Friedrich Arndt (Theater, Hörspiel und Film/TV)
- Max Jacob (Theater, Hörspiel und Film/TV)
- Rolf Castell (Hörspiel)
- Oswald Hempel (Theater)
- Walter Büttner (Theater und Film/TV)
- Rudi Piesk (Theater)
- Paul Hölzig (Theater)
- Harald Schwarz (Theater und Film/TV)
- Gerd von Haßler (Hörspiel)
- Heinrich Maria Denneborg (Theater)
- Jo Micovich (Theater)
- Heinz Fülfe (Theater; seine Fernseharbeiten waren keine Kasperspiele)
- Adalbert Klingler (erster hauptberuflich tätiger Handpuppenspieler der Schweiz, Park „Im Grüene“)
- Jörg Schneider (Schweizer Hörspiel)
- Puppenspielerfamilie Herrnleben (Theater, Hörspiel und Film/TV)
- Christoph Walter (Hörspiel)

## Dokumentarfilm
- Kultfigur Kasperl – König der Narren. Dokumentarfilm (52 Min.), A/D 2022, Buch und Regie: Christian Hager.

Der Film dokumentiert die kulturhistorische Entwicklung der Kasperl-Figur. Dabei kommen auch prominente Künstler wie André Heller, Gerhard Polt und Nikolaus Habjan zu Wort.